# Suomi-Filmis soldatsketch 4: Otto Ville och Teuvas Tiltu
Suomi-Filmis soldatsketch 4: Otto Ville och Teuvas Tiltu (finska: Suomi-Filmin sotilaspila 4: Otto Ville ja Teuvan Tiltu) är en finländsk propagandafilm från 1940, skriven av Tatu Pekkarinen och Matti Jurva och producerad av Suomi-Filmi. Denna kortfilm är den fjärde och sista i raden av de propagandasketcher Suomi-Filmi producerade under andra världskriget.

## Medverkande
- Matti Jurva
- Onni Veijonen
- Hannes Veivo
- Hugo Hytönen
- Kosti Aaltonen
- Inari Koponen